# Première Division 1992/93 (Burkina Faso)
In 1992/93 werd het 31ste seizoen gespeeld van de Première Division, de hoogste voetbalklasse van Burkina Faso. Etoile Filante werd kampioen.

## Eindstand
| Plaats | Club                           | Wed. | W  | G | V  | Saldo | Ptn. |
| ------ | ------------------------------ | ---- | -- | - | -- | ----- | ---- |
| 1.     | Étoile Filante Ouagadougou (B) | 22   | 13 | 7 | 2  | 46:16 | 55   |
| 2.     | Racing Club de Bobo            | 22   | 14 | 4 | 4  | 31:15 | 54   |
| 3.     | Rail Club du Kadiogo           | 22   | 12 | 3 | 7  | 39:26 | 49   |
| 4.     | AS Forces Armées (P)           | 22   | 10 | 7 | 5  | 29:21 | 49   |
| 5.     | AS Faso-Yennenga               | 22   | 10 | 7 | 5  | 22:15 | 49   |
| 6.     | US Ouagadougou                 | 22   | 7  | 8 | 7  | 31:26 | 44   |
| 7.     | US Cheminots Bobo-Dioulasso    | 22   | 7  | 7 | 8  | 23:21 | 43   |
| 8.     | AS Fonctionnaires              | 22   | 7  | 7 | 8  | 24:25 | 43   |
| 9.     | Bobo Sport                     | 22   | 7  | 4 | 11 | 21:32 | 40   |
| 10.    | ASEC Koudougou (P)             | 22   | 7  | 4 | 11 | 18:30 | 40   |
| 11.    | USM Banfora                    | 22   | 5  | 2 | 5  | 18:38 | 34   |
| 12.    | Stade Yatenga                  | 22   | 0  | 6 | 16 | 11:48 | 28   |

|     | Kampioen                             |
|     | Degradatie naar de Deuxième Division |
| (B) | Bekerwinnaar                         |
| (P) | Promovendus uit de Deuxième Division |

## Internationale wedstrijden
CAF Champions League 1994
| Team #1            | Uitslag | Team #2                    | 1e wed | 2e wed |
| ------------------ | ------- | -------------------------- | ------ | ------ |
| Espérance de Tunis | 8 - 2   | Etoile Filante Ouagadougou | 5-0    | 3-2    |

CAF Beker der Bekerwinnaars 1994
| Team #1      | Uitslag | Team #2           | 1e wed | 2e wed |
| ------------ | ------- | ----------------- | ------ | ------ |
| BCC Lions FC | 2 - 1   | AS Fonctionnaires | 2-1    | 0-0    |

CAF Cup 1994
| Team #1             | Uitslag | Team #2    | 1e wed | 2e wed |
| ------------------- | ------- | ---------- | ------ | ------ |
| Racing Club de Bobo | 3 - 4   | US Chaouia | 2-1    | 1-3    |